# Donna Butterworth
Donna Butterworth (23 de Fevereiro de 1956 – 6 de Março de 2018) foi uma ex-atriz mirim, cantora e compositora americana. Mais conhecida por ter contracenado com Jerry Lewis em The Family Jewels (1965), em que recebeu uma indicação ao Golden Globe Award na categoria de "Melhor Revelação Feminina", e com Elvis Presley em Paradise, Hawaiian Style (1966).

## Biografia
Donna foi atriz entre os anos de 1965 e 1967. Filha de Isabela e Buck Butterworth, Donna nasceu na Pensilvânia, Filadélfia, e foi morar no Havaí aos três anos de idade. Seu pai estava participando de uma grande construção que estava acontecendo na região do Havaí e então, ele decidiu se mudar com sua família para um Wahoo da cidade de Kailua. Antes de iniciar a carreira, Donna aprendeu a tocar o ukulele aos quatro anos de idade e foi descoberta por John Alneeta, um compositor de música havaiana.

## Carreira

### 1961–64: Apresentações musicais eThe Andy Williams Show
No começo dos anos 60, Donna começou a fazer pequenos shows em toda parte do Havaí em parceria com um outro músico chamado Don Ho. Entre 1963 a 1964, Donna fez suas apresentações mais importantes no famoso Monarch Room do The Royal Hawaiian Hotel com participações de estrelas locais como Ed Kenney, Bev Noa e Phil Ingals. Em 1964, durante uma dessas apresentações, o produtor do programa The Andy Williams Show, Bob Finkel, esteve presente e se interessou pelo seu talento. Com isso, Donna acabou participando do programa, onde ganhou visibilidade nacional. Tendo visto que a garota tinha boa desenvoltura em frente das câmeras, Finkel sugeriu aos pais de Donna que a levassem à Hollywood para fazer testes para filmes.

### 1965–66: Trabalhos no cinema
Quando foi para Hollywood, Donna participou de um teste de cena concorrendo com mais de duzentas meninas para atuar com o ator-comediante Jerry Lewis em seu então mais novo filme chamado The Family Jewels, e acabou sendo escolhida. Esse filme foi dirigido, escrito e protagonizado por Lewis e Donna foi sua co-protagonista interpretando uma órfã rica que tinha que escolher entre seus seis tios (todos interpretados por Jerry Lewis) para ser seu novo pai. Quando estreado, The Family Jewels não se saiu bem de crítica e bilheteria, porém, Donna foi indicada ao Golden Globe Awards na categoria de "Melhor Revelação Feminina", mas perdeu para a atriz Elizabeth Hartman.
Em 1966, contracenou com Elvis Presley em Paradise, Hawaiian Style. Donna foi vista pelo diretor Michael D. Moore em 1965, quando ela tinha voltado a se apresentar no The Royal Hawaiian Hotel cantando a famosa música "Won't You Come Home Bill Bailay". Donna interpretou novamente essa música no filme e ainda mais quatro em parceria com Elvis: "House of Sand", "Queen Wahine's Papaya", "Datin" e "Sand Castles".

### 1966–67: Aparições na televisão e último trabalho
Ainda em 1966, Donna interpretou Cindy Fenton no episódio "Little Leatherneck" de uma série chamada Summer Fun e também foi creditada como compositora da trilha do episódio. A série não chegou a ser um sucesso de audiência e então, foi cancelada após sete semanas de exibição. Após o cancelamento da série, Donna chegou a gravar vários singles produzidos por Lee Hazlewood e lançados pela Reprise Records. Entre eles estão: "Sailor Boy", "Sugar Kisses" e "Califórnia Sunshine Boy".
No final de 1966, Donna se mudou com sua família para o sul da Califórnia e fez vários comerciais e participações televisivas como nos programas The Dean Martin Show, The Hollywood Palace cantando em parceria com Bing Crosby e The Danny Kaye Show junto com Danny Kaye, Bobby Darrin e Robert Goulet.
Em 1967, Donna participou de um episódio da série The Wonderful World of Disney, chamado A Boy Called Nuthin', ao lado do então ator-mirim Ron Howard. Foi a última produção em que a atriz atuou.

## Pós-carreira
Em 1971, quando Donna tinha 16 anos, sua mãe se casou novamente, pois o pai tinha falecido. Os motivos de ela ter parado de atuar em definitivo foi por conta de seu padrasto. Ele não queria mais que ela se envolvesse com o show business, e com isso, Donna e sua família saíram da Califórnia e voltaram a morar no Havaí.
Em 1973, com 18 anos, Donna formou uma banda chamada Sunshine Funk. Com o grupo, a artista chegou a realizar pequenas apresentações pelo Havaí e por outros países. Mesmo após o término da banda, Donna continuou a investir em sua carreira musical.
Em 1977, contribuiu para uma coletânea de músicas havaianas. "(I Miss My) Waimanalo da Kine", música escrita e interpretada por Donna, fez parte deste álbum chamado Homegrown II.
Em 2007, lançou o seu livro biográfico chamado Girl in the Picture e também um CD com o mesmo nome constituído por músicas havaianas de sua autoria. No mesmo ano, foi postado um vídeo no YouTube de Donna ao lado de uma fã no evento Elvis Week. 
Em 2014, outro vídeo foi postado no YouTube em que Donna canta e toca a canção "Queen Wahine's Papaya", música que cantou com Elvis Presley no filme Paradise, Hawaiian Style.

## Morte
Donna faleceu em 6 de Março de 2018 aos 62 anos, no hospital Hilo Medical Center no Havaí. A imprensa divulgou que a artista estava lutando contra uma doença há anos, porém a causa da morte não foi revelada pela família.

## Filmografia
| Filme     | Filme                    | Filme               | Filme                                                                   |
| Ano       | Título                   | Papel               | Nota                                                                    |
| --------- | ------------------------ | ------------------- | ----------------------------------------------------------------------- |
| 1965      | The Family Jewels        | Donna Peyton        | Indicada—Golden Globe Award de Melhor Revelação Feminina                |
| 1966      | Paradise, Hawaiian Style | Jan Kohana          |                                                                         |
| 1967      | A Boy Called Nuthin'     | Laura-Kate Brackney | Filme para televisão Último filme                                       |
| Televisão |                          |                     |                                                                         |
| Ano       | Título                   | Papel               | Nota                                                                    |
| 1966      | Summer Fun               | Cindy Fenton        | Série de televisão Participação especial Episódio: "Little Leatherneck" |
| 1966      | The Danny Kaye Show      | Ela mesma           | Variedades Participação especial Episódio #4.1                          |
| 1966      | The Dean Martin Show     | Ela mesma           | Variedades Participação especial Episódio #50.2                         |
| 1966      | The Hollywood Palace     | Ela mesma           | Variedades Participação especial Episódio #3.14                         |